# 加格拉
加格拉是格鲁吉亚或阿布哈茲的城镇，为加格拉區的行政中心。位於黑海東北岸，高加索山脈的山腳。亞熱帶氣候使加格拉成為前蘇聯時代著名的健康度假區。
由於阿布哈茲分離主義份子在1990年代發動的戰爭，使這個城市的人口減少，並加速其衰退。在1989年，本市有人口2萬6636人，但隨着市內大量格魯吉亞人離開，使人口銳減。

## 歷史
加格拉建城已有1933年歷史。

## 外部連結
- webcam（页面存档备份，存于）